# قوز الطير (القفر)

تعديل مصدري - تعديل

قوز الطير محلة تابعة لقرية الفواطم، التابعة لعزلة بني مهدى بمديرية القفر إحدى مديريات محافظة إب في الجمهورية اليمنية، بلغ تعداد سكانها 81 حسب تعداد اليمن لعام 2004.